# Hyloxalus fascianigrus
Hyloxalus fascianigrus – gatunek płaza bezogonowego z rodziny drzewołazowatych (Dendrobatidae).

## Występowanie
Gatunek ten spotykany jest jedynie w Kordylierze Zachodniej w zachodniej Kolumbii. Występuje od skrajnie południowej części departamentu Chocó przez departament Valle del Cauca do departamentu Cauca. Tereny te położone są na wysokościach od 1470 do 1960 metrów nad poziomem morza.
Środowisko życia tego płaza stanowią lasy mgliste.

## Rozmnażanie
Przebiega podobnie, jak u wieku innych przedstawicieli rodzaju Hyloxalus. Jaja (u płazów zwane skrzekiem) składane są na lądzie, tam też wylęgają się z nich larwy zwane kijankami. Zostają one przeniesione przez ojca do zbiornika wodnego, by w wodzie zakończyć swój rozwój, przybierając kształty dorosłego bezogonowego.

## Status zagrożenia
W Czerwonej księdze gatunków zagrożonych IUCN Hyloxalus fascianigrus od 2017 roku klasyfikowany jest jako gatunek narażony (VU, ang. Vulnerable); wcześniej, od 2004 roku uznawano go za gatunek bliski zagrożenia (NT, ang. Near Threatened). Płaz ten dawniej był lokalnie pospolity, jednak pod koniec lat 90. XX wieku nastąpił gwałtowny spadek populacji. Podejrzewa się, że mogła się do tego przyczynić grzybicza choroba – chytridiomikoza. Po raz ostatni obserwowano go w 1998 roku. Jego liczebność prawdopodobnie nie przekracza 1000 dorosłych osobników, a jej trend nie jest znany. Do lokalnych zagrożeń dla gatunku należy fragmentacja siedlisk w wyniku rozwoju rolnictwa, nielegalnych upraw i wypasu bydła.